# 瓦其夫傳統市場
瓦其夫傳統市場（阿拉伯语：‎ ，亦為：「常設市場」）是位於卡塔爾多哈集市區的一個集市。該集市專門出售傳統阿拉伯服裝、香料、手工藝品和紀念品等產業。它也是城市餐廳和水菸休息室的所在地。該傳統市場的原始建築至少可以追溯到20世紀，採用傳統的卡塔爾建築風格設計。並在2006年進行了翻新，目前該地區為多哈知名的旅遊景點。

## 區域
瓦其夫傳統市場位於集市區，由於過去曾是一個用於貿易活動的市場，因此區域緊鄰海岸以便船隻進出。目前水濱區域已被一條主幹道和最近完工的公園分開。

## 歷史
瓦其夫傳統市場至少在一個世紀前成在被稱為馬什拉布穀（Wadi Musheireb）的干涸河床附近建立，最初曾作為貝都因人和當地人交易各種商品的聚集地，主要是牲畜商品。然而，隨著20世紀90年代的繁榮繁榮，傳統市場開始衰落，2003年，一場大火毀掉了一半的市場，使得政府因保護其建築和歷史風貌，而在2006年啟動了修復計劃 ，修復的第一階段由埃米爾謝赫哈馬德本哈利法阿勒薩尼和他的妻子謝赫莫扎賓特納賽爾所資助。並將1950年代後增建的建築全數拆除，舊建築則被翻新。最終修復工作於2008年完成。利用從亞洲各地進口的木材和竹子重新建造。

目前，傳統市場被認為是多哈的旅遊勝地。每年四月左右的開齋節則會在此舉辦許多戲劇、雜技和音樂表演。

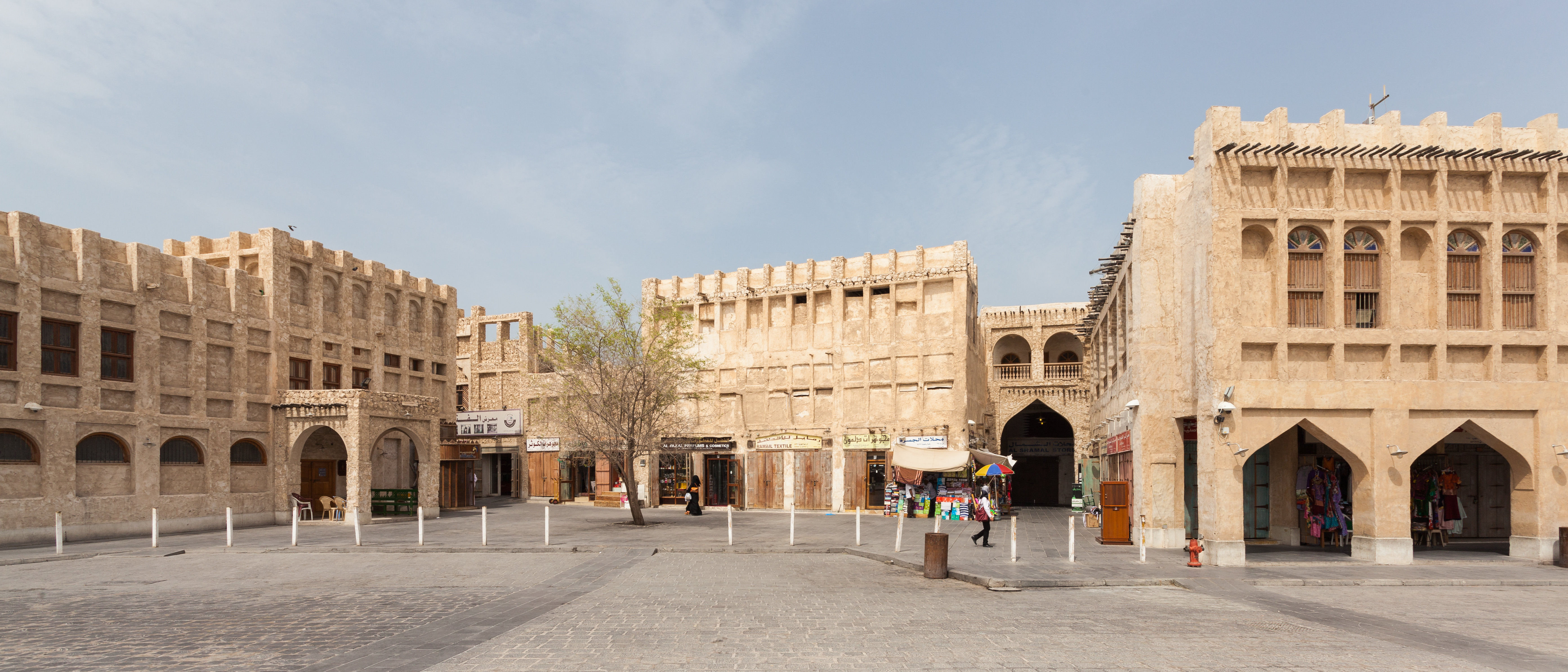
瓦其夫傳統市場周圍街景。
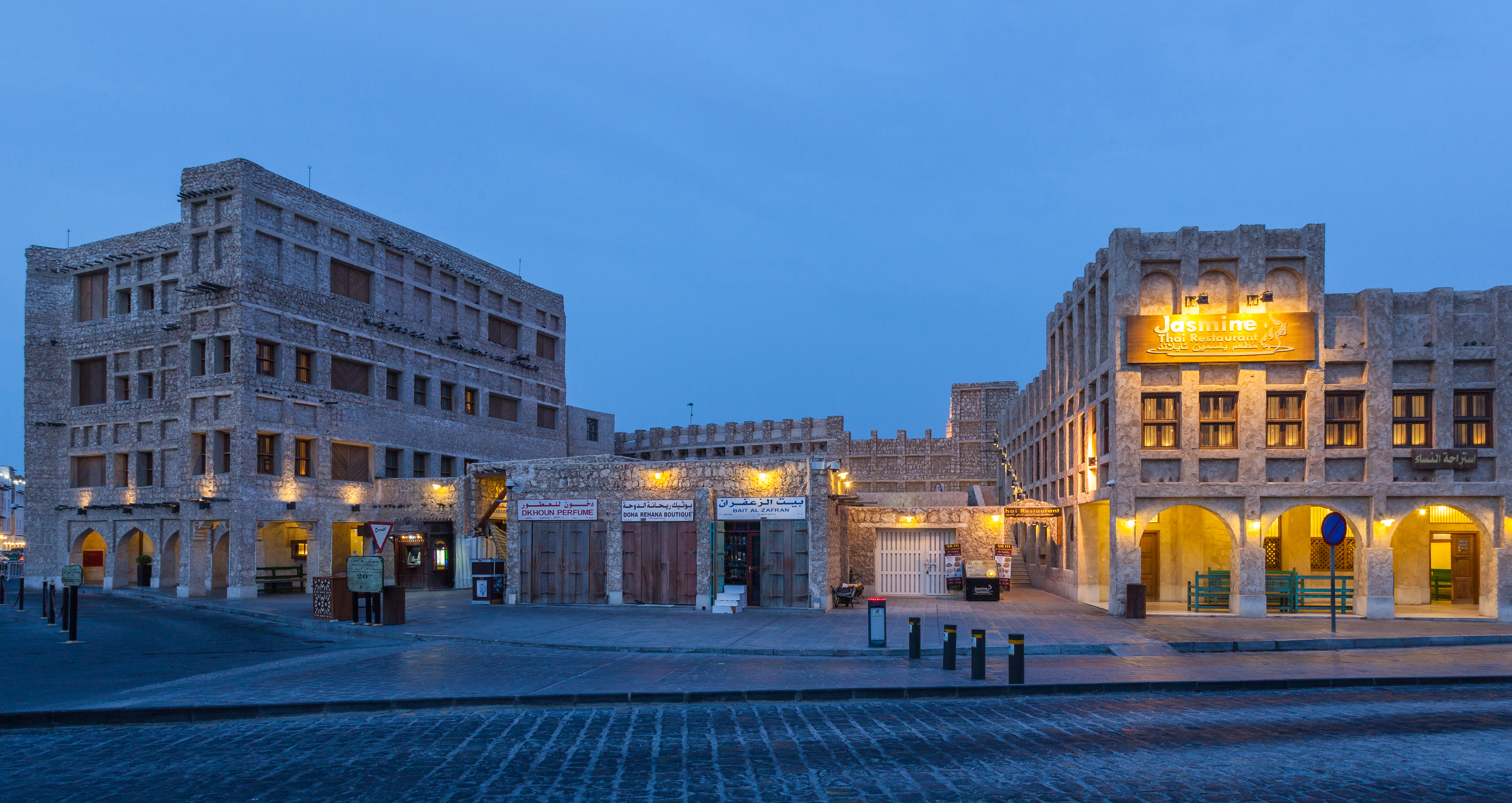
夜晚的瓦其夫傳統市場。
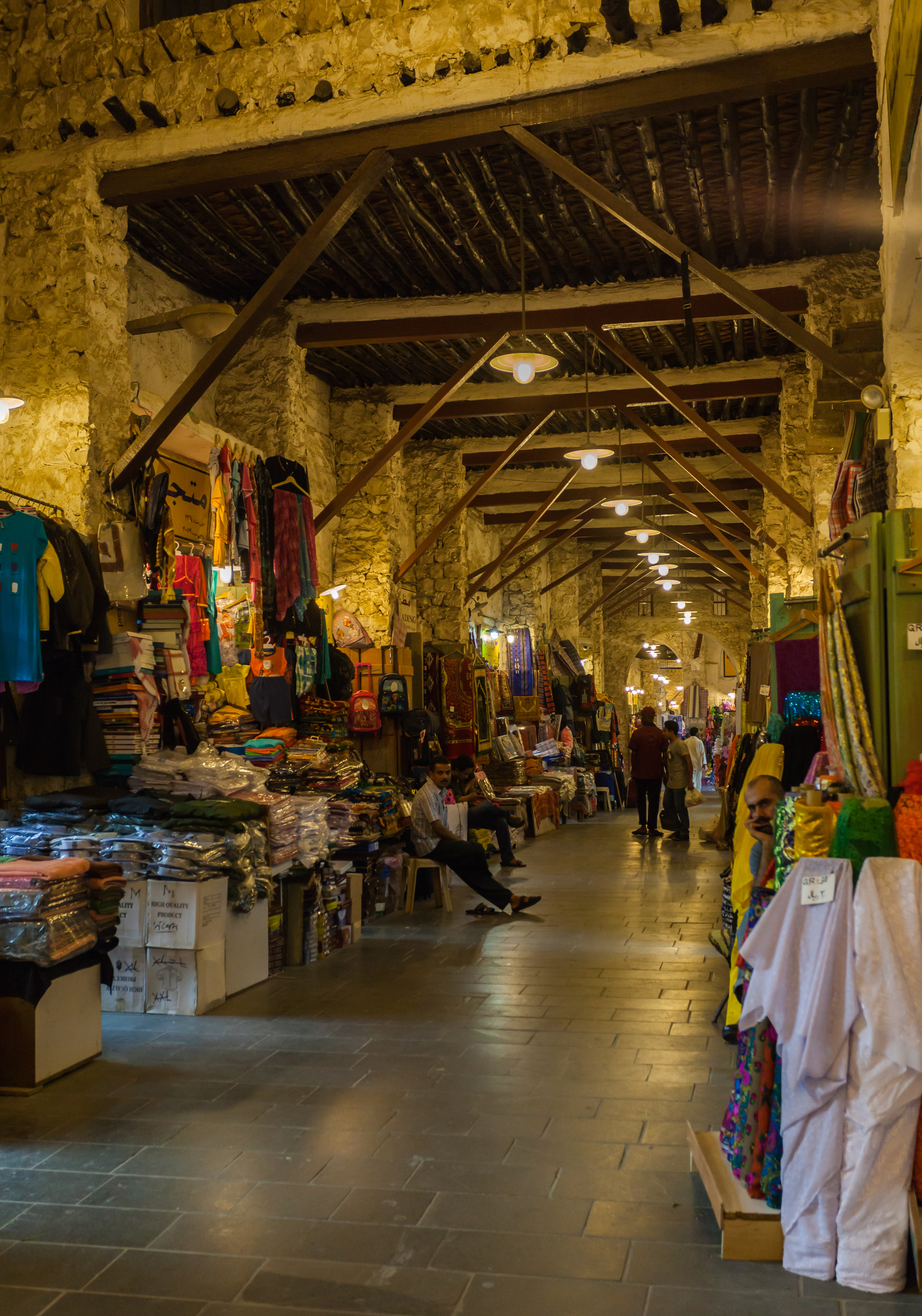
瓦其夫傳統市場內景
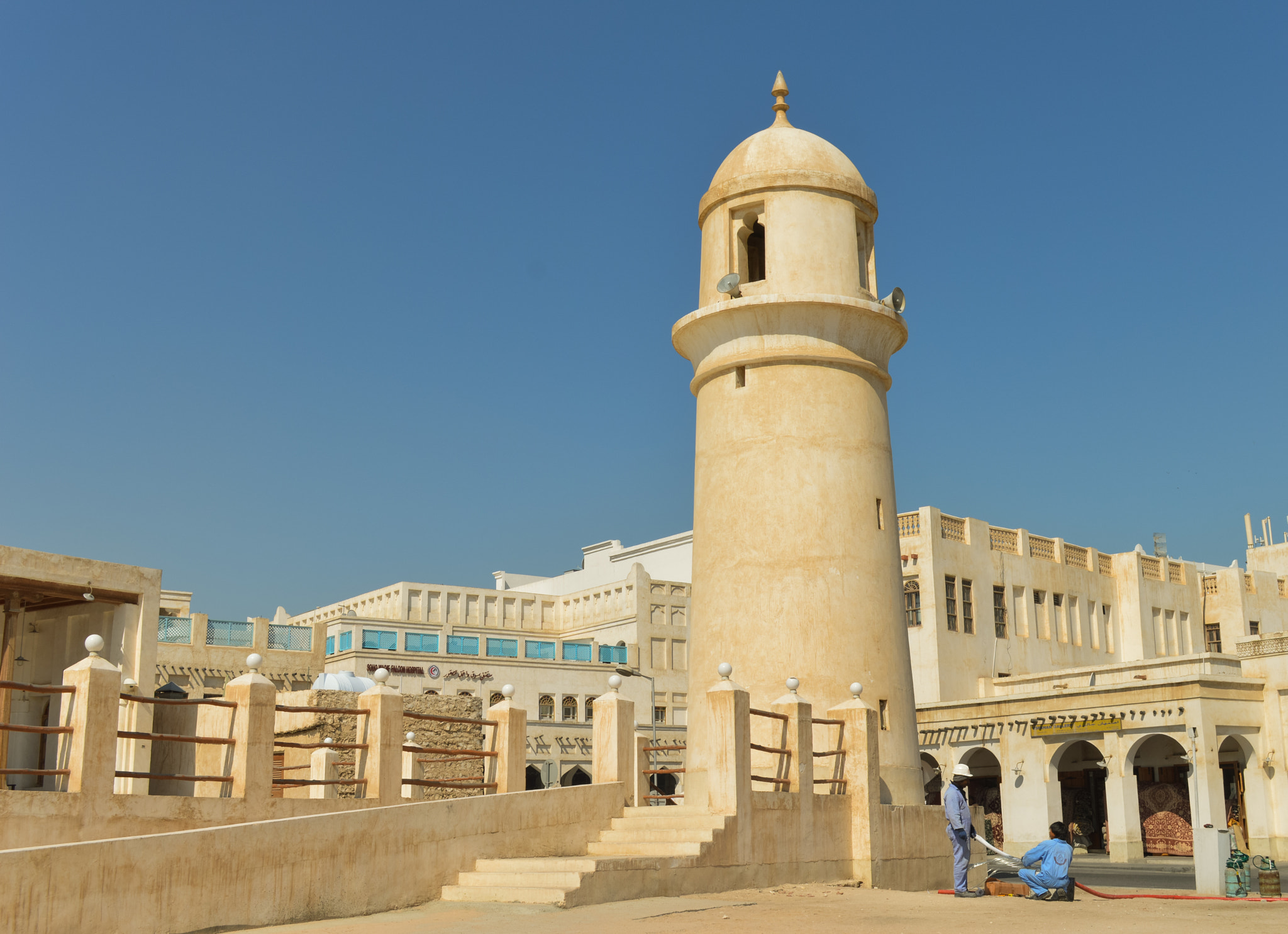
傳統市場外側的燈塔

### 寵物店
瓦其夫傳統市場的多個店家設有寵物攤位，出售各種家養寵物，包括狗、貓、兔子、烏龜和鳥類。近年來，寵物糟糕的生活環境一直是動物保育人士的聚焦議題，支持者認為在即是的動物缺乏適當的醫療照顧，並且暴露在惡劣的天氣條件下有著生病的風險。此外，有顧客指稱有攤主偽造動物的疫苗接種記錄。
集市還設有有一個單獨的區域用於出售獵鷹。被稱之為獵鷹集市，除了提供獵鷹所需的食物、器材外，還提供例如著陸墊和GPS導航系統等配件的販賣。附近還有一家獵鷹醫院。

## 艾雷恩劇院
集市內設有一間名為艾雷恩劇院（Al Rayyan）的室內戲院，共有980座觀眾席。

## 外部連結
- The official Website of Souq Waqif Art Center